# Ла-Відола
Ла-Відола (ісп. La Vídola) — муніципалітет в Іспанії, у складі автономної спільноти Кастилія-і-Леон, у провінції Саламанка. Населення — 149 осіб (2010).
Муніципалітет розташований на відстані близько 250 км на захід від Мадрида, 70 км на захід від Саламанки.

## Демографія
Динаміка населення (INE ):